# Nemed
Nemed lub Neimidh – mityczny heros i władca Irlandii. Syn Scyty Agnomana, krewnego Partholona.
Nemed pochodził ze Scytii. Wyruszył na czele czterdziestu czterech statków, błąkając się półtora roku po Morzu Kaspijskim, gdzie towarzysze umierali z głodu i pragnienia. Po czym przybył przez Hiszpanię do swojej obiecanej wyspy tylko z czterema rodzinami. Nemed w ten sposób stał się przywódcą trzeciej grupy osadników, Nemedian, przybyłych do Irlandii w r. 1700 p.n.e. (inne daty: 2350 p.n.e. według chronologii Roczników Czterech Mistrzów lub 1731 p.n.e. według chronologii Seathrún Céitinna). Jego żona, Macha, zmarła dwanaście dni po przybyciu. Została pochowana w Ard Macha (Armagh). Nemed miał z nią czterech synów i wodzów: Stairna, Iarbonela Wróżbitę, Anninda i Fergusa Czerwonobokiego.
W bitwie pod Ros Fraechain pokonał i zabił Ganna i Senganna, królów Fomorian. Następnie wygrał trzy kolejne bitwy przeciw Fomorianom, w Badbgna w Connacht, Cnamros w Leinsterze (w której zginął Artur, pierwszy syn Nemeda urodzony w Irlandii) i Murbolg w Dalriadzie (w której syn Stairn został zabity przez Fomoriana Conanda).
Nemed założył dwa królewskie forty Rath Chimbaith w Semne i Chindeich w Ui Niallain. Rath Cindleich był okopany jednego dnia przez Boca, Roboca, Ruibnego i Rotana, czterech synów Matana Munremara. Nemed zabił ich przed nadejściem świtu.
Postanowił oczyścić dwanaście równin: Mag Cera, Mag Eba, Mag Cuile Tolaid i Mag Luirg w Connacht; Mag Seired w Tethba; Mag Tochair w Tir Eogain; Mag Selmne w Araide; Mag Macha w Airgialla; Mag Muirthemne w Brega; Mag Bernsa w Leinsterze; Leccmag i Mag Moda w Munsterze.
Dziewięć lat po przybyciu, Nemed zmarł na plagę wraz ze swymi trzema tysiącami ludźmi. Został pogrzebany na wzgórzu Ard Nemid na Great Island nad zatoką Cork.
Rozrodzeni potomkowie Nemeda także byli dotknięci zarazą, jednak nie wszyscy pomarli. Pozostałych przy życiu ujarzmili Fomorianie, półludzie i półpotwory morskie, którzy przybyli z Hebrydów i wyspy Man. Ci zmusili potomków Nemeda do składania im dwóch trzecich nowo narodzonych dzieci, zbiorów oraz mleka.
Nemedianie postanowili zbuntować się przeciw Fomorianom. 207 lat po śmierci Nemeda, sześćdziesiąt tysięcy ludzi, prowadzeni przez trzech wodzów, Semula syna Iarbonela Wróżbity, Erglana, syna Beoana syna Stairna i Fergusa Czerwonobokiego, zniszczyli wieżę Conanna, zabijając samego Conanna i wszystkich jego spadkobierców. Ale Morc odwzajemniając się, wydał im wielką bitwę, zakończoną klęską Nemedian. W tym czasie morze podniosło się nad nimi. Tylko jeden statek uratował się z trzydziestoma żołnierzami na pokładzie. Irlandia ponownie stała się bezludną wyspą przez dwieście lat.